# Klaus Aeffke
Klaus Aeffke   (Neustrelitz, 9 de maig de 1940) és un remer alemany, ja retirat, que va competir durant la dècada de 1960.
El 1964 va prendre part en els Jocs Olímpics d'Estiu de Tòquio, on guanyà la medalla de plata en la prova del vuit amb timoner del programa de rem.
En el seu palmarès també destaca una medalla d'or al Campionat del Món de rem de 1962 en el vuit amb timoner, així com tres medalles d'or al Campionat d'Europa de rem en el vuit amb timoner, el 1963, 1964 i 1965. A nivell nacional guanyà cinc campionats alemanys en diferents modalitats.